# Mallställ
Mallställ benämnes de mallar som används vid bordläggning av ett båtbygge. Mallen har en spantkurva av den tänkta delen av bordläggningen, man utgår från ett 0 spant som befinnes midskepps.